# Francis Chullikatt
Francis Assisi Chullikatt (ur. 20 marca 1953 w Bolghatty) – indyjski arcybiskup i dyplomata watykański, nuncjusz apostolski.

## Życiorys
Keralczyk, urodzony w 1953 w Bolghatty – jednej z wysp i dzielnic miasta Koczin – w Indiach. Wyświęcony na kapłana w archidiecezji Werapoly w 1978. Następnie kontynuował studia i uzyskał doktorat prawa kanonicznego, a w 1984 ukończył Papieską Akademię Kościelną w Rzymie.
W 1988 rozpoczął służbę w dyplomacji watykańskiej. Pracował w przedstawicielstwach dyplomatycznych Stolicy Apostolskiej w Hondurasie, w krajach Afryki południowej i na Filipinach. W latach 2000–2004 pełnił funkcję radcy w Misji Dyplomatycznej Stolicy Apostolskiej przy Organizacji Narodów Zjednoczonych w Nowym Jorku. W latach 2004–2006 pracował w Sekcji ds. Relacji z Państwami watykańskiego Sekretariatu Stanu.
29 kwietnia 2006 papież Benedykt XVI mianował go nuncjuszem apostolskim w Iraku i Jordanii, wynosząc jednocześnie do godności tytularnego arcybiskupa Ostry. 17 lipca 2010 został ustanowiony przez papieża nuncjuszem apostolskim i stałym obserwatorem Stolicy Apostolskiej przy Organizacji Narodów Zjednoczonych, w miejsce arcybiskupa Celestina Migliorego, który objął Nuncjaturę Apostolską w Polsce.
30 kwietnia 2016 został mianowany przez Franciszka nuncjuszem apostolskim w Kazachstanie i Tadżykistanie. 24 czerwca 2016 został ponadto akredytowany w Kirgistanie.
1 października 2022 papież Franciszek przeniósł go na urząd nuncjusza apostolskiego w Bośni i Hercegowinie oraz Czarnogórze.